# Інститут тибетології Намґ'ял
Інститут тибетології Намґ'ял (англ. Namgyal Institute of Tibetology) — тибетський музей і тибетологічний центр в Ґанґтокі, штат Сіккім, Індія. Він має в своєму розпорядженні найбільшу за межами Тибету колекцію тибетських статуй, вівтарів, танка, масок і інших об'єктів тибетського мистецтва.
Інститут був заснований в 1958 році з метою привернути увагу до дослідження релігії, історії, мови, мистецтва і культури культурного ареалу Тибету, який включає Сіккім.
Наріжний камінь Інституту заклав 140тий Далай-Лама 10 лютого 1957 року. Інститут був офіційно відкритий прем'єр-міністром Індії Джавахарлалом Неру 1 жовтня 1958 року.
Ряд проектів інституту присвячений «візуальній антропології», зокрема — суспільна історія 60 монастирів Сіккіму і оцифровка пов'язаних з нею документів, а також оцифровка і популяризація старих
фотоархівів, пов'язаних з Сіккімом.